# DNxHD codec
 (novembre 2020).
Si vous disposez d'ouvrages ou d'articles de référence ou si vous connaissez des sites web de qualité traitant du thème abordé ici, merci de compléter l'article en donnant les références utiles à sa vérifiabilité et en les liant à la section « Notes et références ».
Le DNxHD (pour « Digital Nonlinear Extensible High Definition ») est un codec vidéo haute définition utilisé en post-production conçu pour le multi-génération avec stockage et bande passante réduits. Il s'agit d'une mise en œuvre de la norme SMPTE VC-3.

## Vue d'ensemble
Le DNxHD est un codec vidéo destiné à être utilisé comme format à la fois intermédiaire adapté pour une utilisation lors de l'édition et comme format de présentation.

## Caractéristiques techniques
Le DNxHD est très similaire au JPEG. Chaque image est indépendante et se compose d'un encodage VLC à coefficients DCT.
Il existe plusieurs types de compression :
- DNxHD 444 : échantillonné en 4:4:4 sur 10 bits ; permet un débit de 440 Mbit/s.
- DNxHD 220x et 220 : échantillonné en 4:2:2 sur 8 et 10 bits ; permet un débit de 220 Mbit/s.
- DNxHD 185X et 185 : échantillonné en 4:2:2 sur 8 et 10 bits ; permet un débit de 185 Mbit/s dans les projets à 25 im/s.
- DnxHD 145 : échantillonné en 4:2:2 sur 8 bits ; permet un débit de 145 Mbit/s.
- DNxHD 120 : échantillonné en 4:2:2 sur 8 bits ; permet un débit de 120 Mbit/s dans les projets à 25 im/s.
- DNxHD 100 : échantillonné en 4:2:2 sur 8 bits ; permet un débit de 100 Mbit/s.
- DNxHD 36 : échantillonné en 4:2:2 sur 8 bits ; permet un débit de 36 Mbit/s.

## VC-3
Le codec DNxHD a été soumis à l'organisation SMPTE en tant que cadre pour la famille des normes VC-3. Il a été approuvé comme norme SMPTE VC-3 après un essai de deux ans et un processus de validation en 2008 et 2009: 
- SMPTE 2019-1-2008 compression VC-3 Photo and Data Format Stream
- SMPTE VC-3 2019-3-2008 type Data Stream Mapping cours SDTI
- SMPTE 2019-4-2009 cartographie VC-3 unités de codage dans le conteneur générique MXF
- RP (pratiques recommandées) 2019-2-2009 VC-3 Decoder et de conformité de Bitstream